# أورتيز موراليس
أورتيز موراليس (بالإسبانية: Ortiz Morales)‏ هو ملحن إسباني، ولد في 24 يناير 1959 في مالقة في إسبانيا.